# Ди (литература)

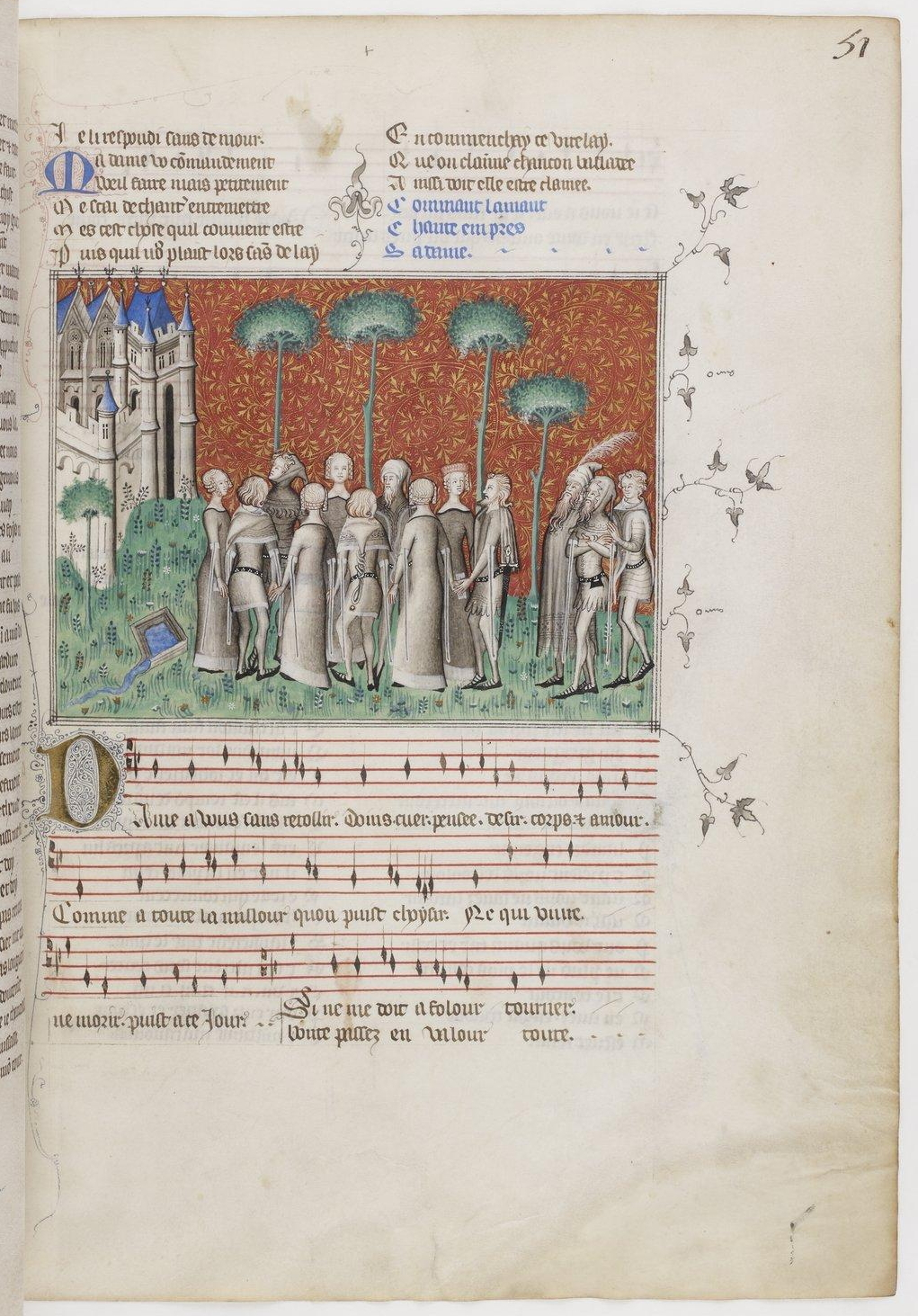
Лист из рукописи ди «Снадобье Фортуны» Гильома де Машо

Ди (фр. dit, dict — дословно — «то, что проговаривается, рассказывается»; сказ) — жанр средневековой французской литературы. Ранее считалось, что ди по определению — чисто литературный жанр, «без опоры на мелодию и без музыкального сопровождения» (Зюмтор, 1972). В действительности ди в рукописях XIII—XIV веков иногда содержат нотированные фрагменты поэтических текстов, особенно в рефренах. Наиболее известные авторы ди: в XIII в. — труверы Рютбёф и Бодуэн де Конде, в XIV в. — Гильом де Машо (15 ди) и Жан Фруассар. В XV в. авторские обозначения текстов словом «ди» единичны.

## Проблема жанра
Словом dit в XIII—XV веках назывались различные по содержанию и структуре небольшие поэтические, прозаические и прозиметрические тексты, в которых повествование («сказ») ведётся от первого лица. Какое-либо одно тематическое предпочтение выделить невозможно, единство ди (согласно Зюмтору) «отчетливо проявляется лишь по контрасту с куртуазной лирикой».
Какой-либо одной структуры, характерной для ди, также не существует, но общим для различных исторических артефактов этого жанра является изысканная стилистика: жанровый коллаж, лирические отступления, «списки» (перечисление), автобиографический акцент (субъективная оценка событий рассказчиком), экстраполяция событий далёкого прошлого на современность и связанный с такой экстраполяцией назидательный тон. Анализ тематики и приёмов стиля в совокупности позволяет считать типичным автором dit представителя из среды образованного клира.
В оригинальных документах словом ди назывались как рифмованные легенды и жития святых, так и повести светского и даже лёгкого содержания, приближающиеся по стилю к фаблио. Название ди чередовалось в этих произведениях с названиями «conte» (например, анонимное Conte de Richeut, написано во второй половине XII века) и «esample». Часто название ди или «traité» (дословно — «трактат») применялось к аллегорическим, сатирическим и дидактическим стихотворным произведениям небольшого объёма, иногда совершенно лишённым фабульности.

## Исторический очерк
П. Зюмтор, который трактовал ди весьма широко, считал его древнейшим примером «Стихи о Смерти» Гелинанда из Фруамона, написанные около 1195 года, хотя это стихотворение в оригинале не содержит типичного для этого жанра заголовка (dit de…, conte te…).
У Гелинанда глубокие корни в школярской среде; принадлежность многих создателей ранних «ди», особенно Рютбёфа, к миру клириков и студентов не подлежит сомнению. Таким образом, ди распространилось как тематическое течение, заключённое прежде в сравнительно узкие социолингвистические рамки латыни. Происходит конвергенция разнородных традиций либо начатков традиций: посредственных проповеднических виршей на тему ада и Страшного суда, вроде «Стихов» Тибо де Марли; «стихотворных проповедей»; «состояний мира» (estâts du monde) и целого потока более или менее сатирической и не подлежавшей распеванию поэзии, которая в конце XII века постепенно отделилась от переводов с латыни.
Тип ди процветал во Франции особенно в середине XIII и XIV вв.; его основные рамочные типы — «расставание» (congé) и «завещание» (testament) — последний находит своё завершение в «Завещании» Вийона. Распространён тематический тип неудачной женитьбы клирика или жонглёра, вбирающий в себя целую традицию «антифеминистских» мотивов, которые часто присутствуют в аскетической литературе, начиная с эпохи поздней античности до латинских писем Элоизы. Ди представлены в творчестве Рютбёфа (призывающий к крестовым походам «Ди о пути в Тунис», панегирический «Dit de Puille», сатирический ди о различных монашеских орденах и т. д.), Бодуэна де Конде (дидактические и аллегорические ди), Жанно де Лекюреля (2 ди с музыкальными рефренами), Гильома де Машо (15 ди — аллегорические, сатирические и др.), Жана Фруассара (аллегорические, панегирические и сатирические ди) и других французских поэтов.